# Chaplin paa Brøndkur
Chaplin paa Brøndkur er en amerikansk stumfilm fra 1917 af Charles Chaplin.

## Medvirkende
- Charlie Chaplin
- Edna Purviance
- Eric Campbell
- Henry Bergman
- John Rand